# Кемофарма (предузеће)
Кемофарма је своје пословање започела као Хемијско-козметички лабораторијум. Све до 23. октобра 1953. године, Кемофарма је пословала у оквиру „Градског апотекарског предузећа” и „Централне апотеке”. Самостално пословање почиње 23. децембра 1953. године, одлуком одбора градске општине. Када су добили самостално предузеће, донели су одлуку о промени имена у „Невена”. Од промене имена, предузеће је наставило пословање под тим новим непромењеним називом.

## Производни програм
У својој почетној фази Кемофарма је производила:
тоалетни сапун, славске свеће, ималин, миликерц свеће, пудер за лице, пудер за децу, руж за лице, орахово и ћичково уље, колоњску воду  и парфеме.

## Историја предузећа
Ово предузеће је започело пословање као хемијско-козметички лабораторијум „Кемофарма”. У време пред Други светски рат, велики број предузећа био је премештен из Лесковца. Браћа Ђорђевић Кукар започињу нову основу Лесковачке привреде, оснивањем Кемофарме. Пословала је у оквиру Градског апотекарског предузећа. Бивше просторије Косте Поповића „Грка”, биле су коришћене у почетку пословања. Те просторије су се налазиле у улици Иве Лоле Рибара, и служиле су за производњу сапуна, хемијских производа и козметике пре другог светског рата. Као што сам назив говори, Кемофарма је требала да се бави производњом хемијских производа и лекова. Међутим по речима Милије Јанковића, комерцијалисте у Кемофарми, није било планова за производњу лекова у склопу овог предузећа. Предузеће је стекло најмодернију опрему за производњу, тако вративши предратну привредну делатност у области хемијске индустрије. Почетна средства за пословање, обезбедило је Градско апотекарско предузеће. Позитивна кретања у производњи и реализацији 1952. и 1953. године указивала су на могућност бржег развоја Кемофарме. Пословање у оквиру Централне апотеке, доприносило је разним ограничавајућим факторима. Савет за привреду Народног одбора градске општине 23. октобра 1953. године, врши припреме за осамостаљивање хемијско-козметичког лабораторијума „Кемофарма” и лабораторије „Здравље” у самосталне привредне јединице. На предлог Савета за привреду, Народни одбор градске општине на седници 29. децембра 1953. године, доноси решење бр. 28222 о реорганизацији установе са самосталним финансирањем „Централна апотека”. Овим Кемофарма добија самосталност, са нагласком да пословање мора да настави под називом „Невена”. За директора предузећа постављен је Ђорђе Стаменковић, дотадашњи апотекарски лаборант.